# Affari tuoi - Viva gli sposi!
Affari tuoi - Viva gli sposi! è stato uno spin-off del game show italiano Affari tuoi, andato in onda su Rai 1 dal 2003 al 2017. È andata in onda per sette puntate dal 26 dicembre 2020 al 6 febbraio 2021 tra la fascia dell'access prime time e la fascia della prima serata il sabato (dalle 20:35 alle 22:45 circa), con la conduzione di Carlo Conti. Il programma è basato sul format olandese Deal or No Deal, prodotto da Endemol Shine Italy, ed è realizzato presso lo studio 5 degli studi televisivi Fabrizio Frizzi.

## Il programma
Dopo la chiusura del format originale Affari tuoi, andato in onda ininterrottamente dal 2003 al 2017, il 26 dicembre 2020 il gioco ritorna in onda in una versione inedita sotto forma di reboot col sottotitolo Viva gli sposi!. Il format del programma viene adattato alla prima serata e modificato in modo considerevole, tanto da farlo rientrare nella categoria dei varietà, con intermezzi di ospiti famosi nel mezzo delle puntate. Il programma nasce come un'opportunità alle nuove coppie di sposi che vorranno metter su famiglia di poter vincere una somma di denaro che possa sistemarli economicamente, soprattutto dopo la pandemia di COVID-19.

## Modalità di gioco
Ogni puntata del programma ha come protagonista una coppia vicina al matrimonio, che ha l'obiettivo di aggiudicarsi uno dei premi della "lista di nozze", con un montepremi massimo di 300 000 euro (anziché 500 000 euro come nell'edizione classica).
Il motore del game show sono i 20 pacchi presenti in studio (nella tradizione del programma), ciascuno associato ad un premio (in denaro o non). I due partner, dopo aver sorteggiato a inizio programma uno dei 20 pacchi, scoprono uno alla volta il contenuto di tutti gli altri. Ad aprire questi pacchi sono i "pacchisti", ovvero un gruppo, differente per ogni puntata, di personaggi famosi che propongono alla coppia e al pubblico momenti di spettacolo e, talvolta, consigli per il matrimonio. I "promessi sposi" devono, come da tradizione per il gioco, vedersela con la figura del "dottore" che, via telefono, propone offerte o cambi del pacco.
Una novità rispetto alle edizioni classiche del gioco è la presenza del pacco Feeling: quando i concorrenti trovano questo pacco durante il gioco, devono rispondere separatamente a dieci domande sulla loro storia personale, i loro gusti e le loro abitudini: se rispondono nello stesso modo ai quesiti posti, vincono 1 000 euro per ogni risposta esatta, fino a un massimo di 10 000 euro, che si sommano alla vincita finale.
La trasmissione comprende anche l'arrivo a sorpresa di altri ospiti VIP, come per esempio il cantante o l'attore preferito della coppia, alla quale offre come augurio un momento di spettacolo o un regalo dedicato.
Il gioco si conclude quando la coppia scopre il premio contenuto nel suo pacco.

## Puntate e ascolti
| Puntata | Messa in onda    | Ascolti        | Ascolti | Pacchisti | Ospiti                         |
| Puntata | Messa in onda    | Telespettatori | Share   | Pacchisti | Ospiti                         |
| ------- | ---------------- | -------------- | ------- | --- | ------------------------------ |
| 1       | 26 dicembre 2020 | 5 002 000      | 19,00%  | Gigi e Ross, Sergio Friscia, Dado, Nino Frassica, Ubaldo Pantani, Debora Villa, Diletta Leotta, Paola Barale, Flora Canto, Tosca D'Aquino                                  | Enrico Brignano                |
| 2       | 2 gennaio 2021   | 5 159 000      | 19,20%  | Jessica Morlacchi, Francesco Paolantoni, Emanuela Aureli, Marisa Laurito, Debora Villa, Elisa Isoardi, Paolo Conticini, Sergio Friscia, Angelo Pintus, Christian De Sica   | Fabrizio Moro, Ubaldo Pantani  |
| 3       | 9 gennaio 2021   | 4 314 000      | 15,92%  | Emanuela Aureli, Gloria Guida, Elettra Lamborghini, Paola Minaccioni, Rocío Muñoz Morales, Nino Frassica, Sergio Friscia, Gabriel Garko, Dado, Ubaldo Pantani              | Francesco Gabbani              |
| 4       | 16 gennaio 2021  | 4 438 000      | 16,50%  | Serena Rossi, Maria Amelia Monti, Melissa Satta, Alba Parietti, Francesca Fialdini, Nino Frassica, Ubaldo Pantani, Tullio Solenghi, Massimo Ceccherini, Raul Cremona       | Massimo Ranieri                |
| 5       | 23 gennaio 2021  | 4 579 000      | 16,80%  | Rossella Brescia, Tosca D'Aquino, Mădălina Ghenea, Andrea Delogu, Serena Autieri, Nino Frassica, Massimo Lopez, Gabriele Cirilli, Sergio Friscia, Ubaldo Pantani           | Fiorella Mannoia, Iva Zanicchi |
| 6       | 30 gennaio 2021  | 4 284 000      | 15,90%  | Orietta Berti, Maddalena Corvaglia, Eva Grimaldi, Juliana Moreira, Anna Tatangelo, Ubaldo Pantani, Massimo Ceccherini, Christian De Sica, Lillo, Nino Frassica             | Marco Masini                   |
| 7       | 6 febbraio 2021  | 4 125 000      | 15,80%  | Ubaldo Pantani, Massimo Ceccherini, Nino Frassica, Gabriele Cirilli, Francesco Pannofino, Marisa Laurito, Pamela Camassa, Claudia Gerini, Maurizio Casagrande, Mago Forest | Nek                            |
| Media   | Media            | 4 557 000      | 17,02%  | |                                |